# Cottura a vapore

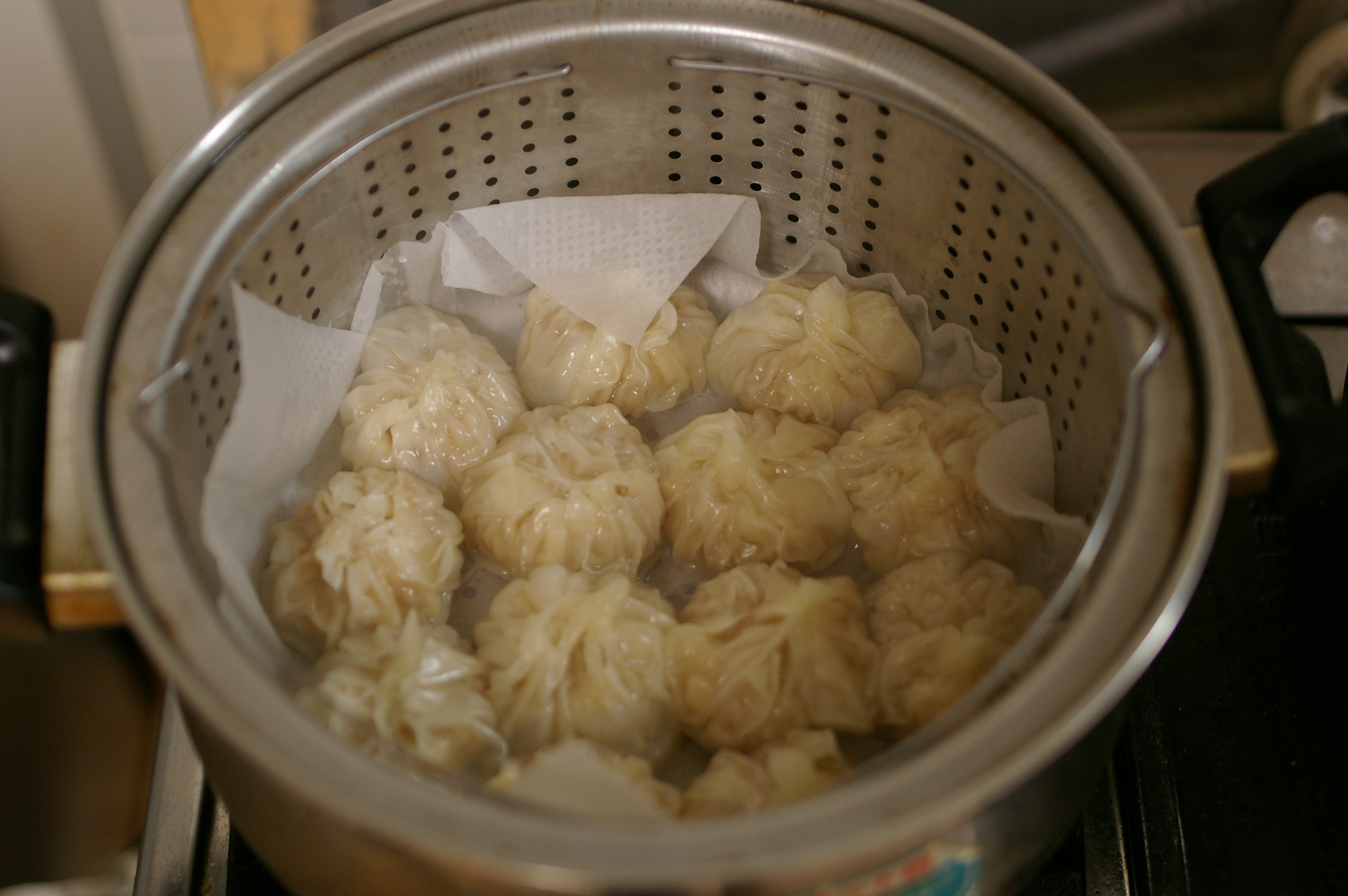
Xiaolongbao cotti in una vaporiera

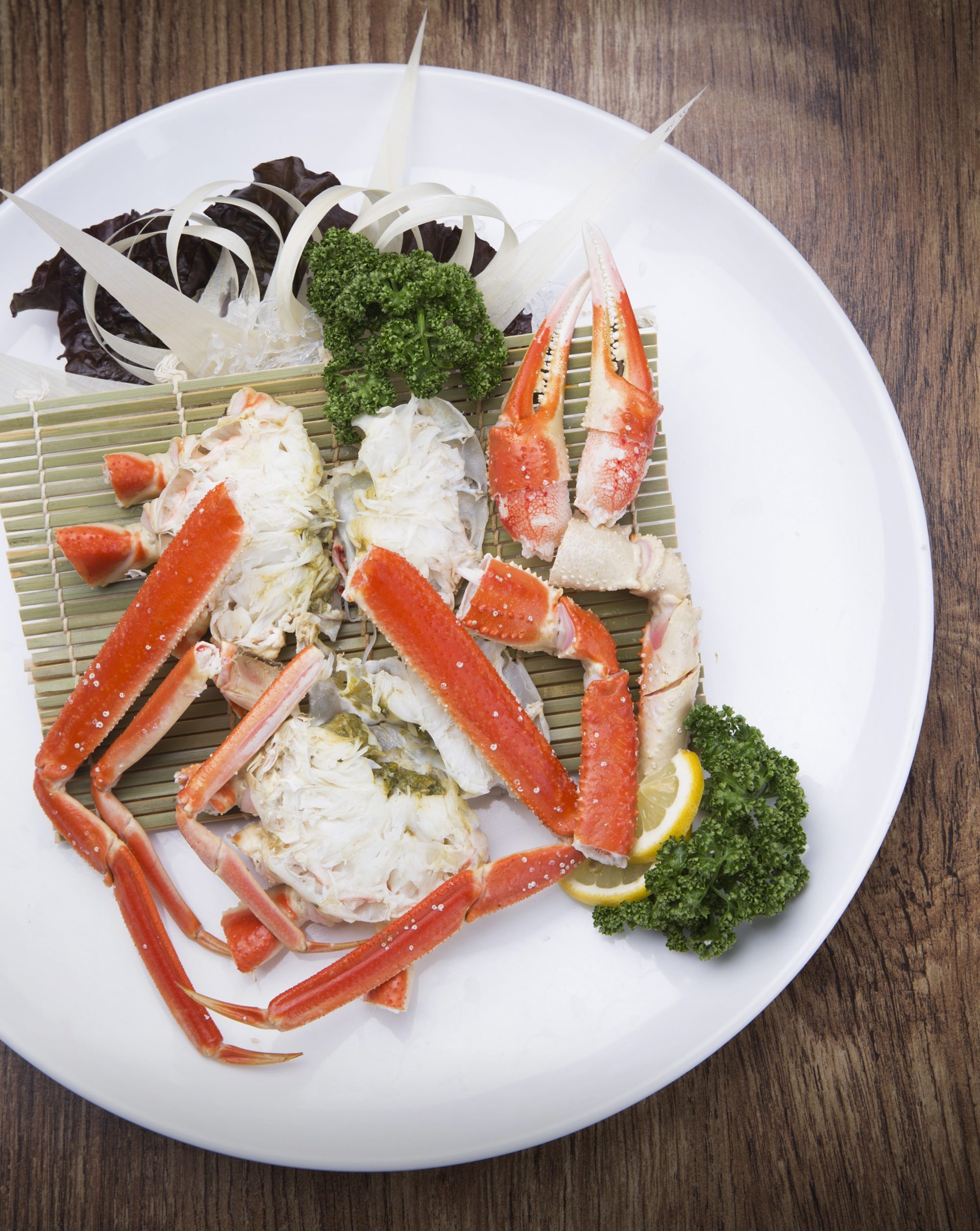
Granchio (Chionoecetes opilio) e verdure cotti a vapore

La cottura a vapore è una tecnica di cucina con cui si evita il contatto diretto tra l'acqua ed il cibo da cuocere. Il sistema permette inoltre di rinunciare all'impiego di olio o altre sostanze grasse. Le pietanze vengono adagiate su una superficie permeabile, ad es. provvista di aperture (cestino di metallo, ripiano di bambù etc.), sotto la quale si trova il fondo della pentola con uno strato di acqua allo stato liquido.
Grazie alla copertura si instaura nella pentola una circolazione di aria e vapore grazie alla quale si cuoce il cibo. In linea di massima con la cottura a vapore si raggiungono temperature leggermente inferiori a quelle generate con la cottura tradizionale. Merita un discorso a parte la cottura a vapore praticata con l'ausilio della pentola a pressione.
Il sistema è diffuso in tutto il mondo. In particolare è popolare in Asia, dove vengono usati pure apparecchi elettrici appositamente concepiti (ad esempio per il riso). Anche il piatto tradizionale del Nordafrica, il cuscus, prevede una cottura al vapore ed un recipiente apposito (due pentole sovrapponibili ad incastro, quella superiore col fondo bucherellato), denominata cuscussiera. In Europa è usuale che il metodo venga utilizzato per le verdure.
Cuocere a vapore offre alcuni vantaggi rispetto alla lessatura, in quanto, oltre al minor uso di grassi, è più difficile che vengano disperse le sostanze aromatiche e nutritive (ad esempio i sali minerali o le vitamine idrosolubili), per diluizione, nell'acqua (che spesso viene scartata). D'altro canto, diverse pietanze non possono essere preparate a vapore: la carne grassa, ad esempio, necessita di temperature relativamente alte, che non sempre possono essere generate con questo sistema; per il pesce, invece, la cottura a vapore è considerata un buon sistema. Da tener presente che alcune verdure e legumi al termine della cottura presentano una consistenza differente da quella che si ottiene con altre tecniche di cottura, e pertanto potrebbero non soddisfare i gusti di qualcuno.
È importante, usando questa tecnica, scegliere il giusto livello dell'acqua: se è troppo alto, c'è il pericolo che con il contatto tra cibo ed acqua le sostanze nutritive ed aromatiche vadano disperse; se è troppo basso, potrebbe accadere che tutta l'acqua finisca per evaporare prima che la cottura sia compiuta.